# Busto de Cleopatra
El busto de Cleopatra VII es un busto de granito que forma parte de la colección del Museo Real de Ontario (ROM). Se cree que fue descubierto en Alejandría, Egipto en el sitio del  Palacio hundido de Cleopatra. El busto fue adquirido por el fundador y primer director del ROM, Charles Trick Currelly durante una expedición a Egipto en los comienzos del siglo XX.
El busto de Cleopatra puede verse en el Nivel 3 del ROM en las Galerías de África-Egipto junto con casi otros 2000 artefactos egpicios en exhibición.

## Historia de su identificación

### Década de 1960

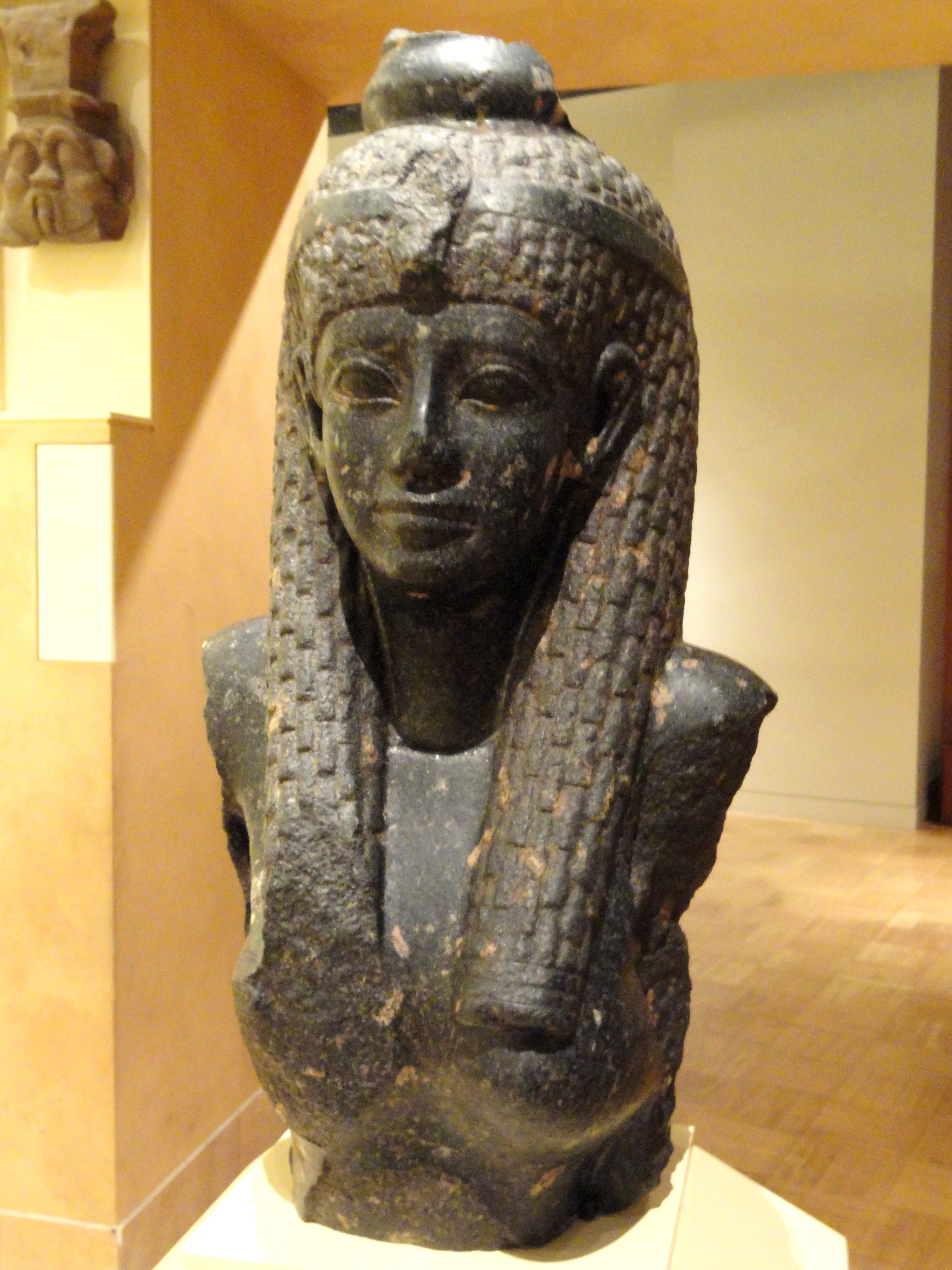
Acercamiento del busto de Cleopatra

El egiptólogo Dr. Bernard Von Bothmer del Museo de Brooklyn, fue el primer experto en intentar identificar esta pieza y publicó sus descubrimientos en el catálogo de una exhibición de 1960. Sobre la identificación de estatuas como ésta, Von Bothmer manifestó "cada escultura tiene que ser analizada por su estilo más que por sus atributos y accesorios."
- La Línea del cuello: Von Bothmer notó que "con excepciones, el delgado vestido indicado por la línea del cuello es más común en las esculturas del temprano período ptolemaico que en las del tardío."

- Rasgos faciales: Al examinar los rasgos de la cara esculpida, Von Bothmer tuvo la opinión de que "la expresión es seca, sosa, y no comprometida." Él percibió que, sin embargo, "hay misterio en el rostro, y el elemento enigmático es probablemente helenístico." Basado en un análisis más detallado, pensó que la pieza debía ser "distinguida de las más tradicionales esculturas del temprano período ptolemaico."

Sin ninguna otra literatura académica anterior disponible sobre la escultura en ese momento, Von Bothmer concluyó que: "Si la fecha sugerida (alrededor del 240-200 a. C.) es correcta, tendríamos que pensar o en la reina Berenice II o en la reina Arsinoe III."

### Década de 1980
El Dr. Robert S. Bianchi, también del Museo de Brooklyn, sugirió que el busto podía ser tanto de una reina como de una diosa debido a que "la apariencia del uraeus en la banda del pelo es un atributo común a ambas." Bianchi pensó que una más precisa identificación hubiera sido posible si "los anilletes en la corona de la cabeza hubieran sido preservados."
- Línea del cuello: Bianchi decidió focalizarse en otros rasgos esculpidos del busto "para un criterio cronológico." Señaló las "cóncava, línea del cuello elevada" en la estatua y comparó sus rasgos con otras estatuas ptolemaicas de mujeres de los Museos Reales de Arte e Historia in Bruselas, Bélgica y la Yale University Art Gallery en New Haven, Connecticut. Las estatuas que Bianchi usó para hacer la comparación con la pieza del ROM estaban datadas entre los años 200-100 a. C.

- Rasgos faciales: Bianchi también identificó el período de tiempo del busto usando el estilo escultórico de los rasgos faciales. Él notó que "La cara está modelada en planos amplios sin la adición de apéndices lineales, y el tratamiento de los ojos, con un párpado superior entrecerrado que pasa sobre el inferior, recuerda rasgos comunes con las esculturas datadas en los siglos III y II a.C."

Con esta investigación, la evidencia comenzó a sugerir que la estatua en posesión del ROM tenía diferentes características cuando se la comparaba con otras estatuas del período ptolemaico de los años 240-200 a. C. La investigación de Bianchi desafió la comúnmente aceptada primera identificación de la estatua datando su fragmento entre los años 200 y 100 a. C., y dándole entidad a la posibilidad de que la estatua en realidad representara a una diosa.

### Década del 2000-presente

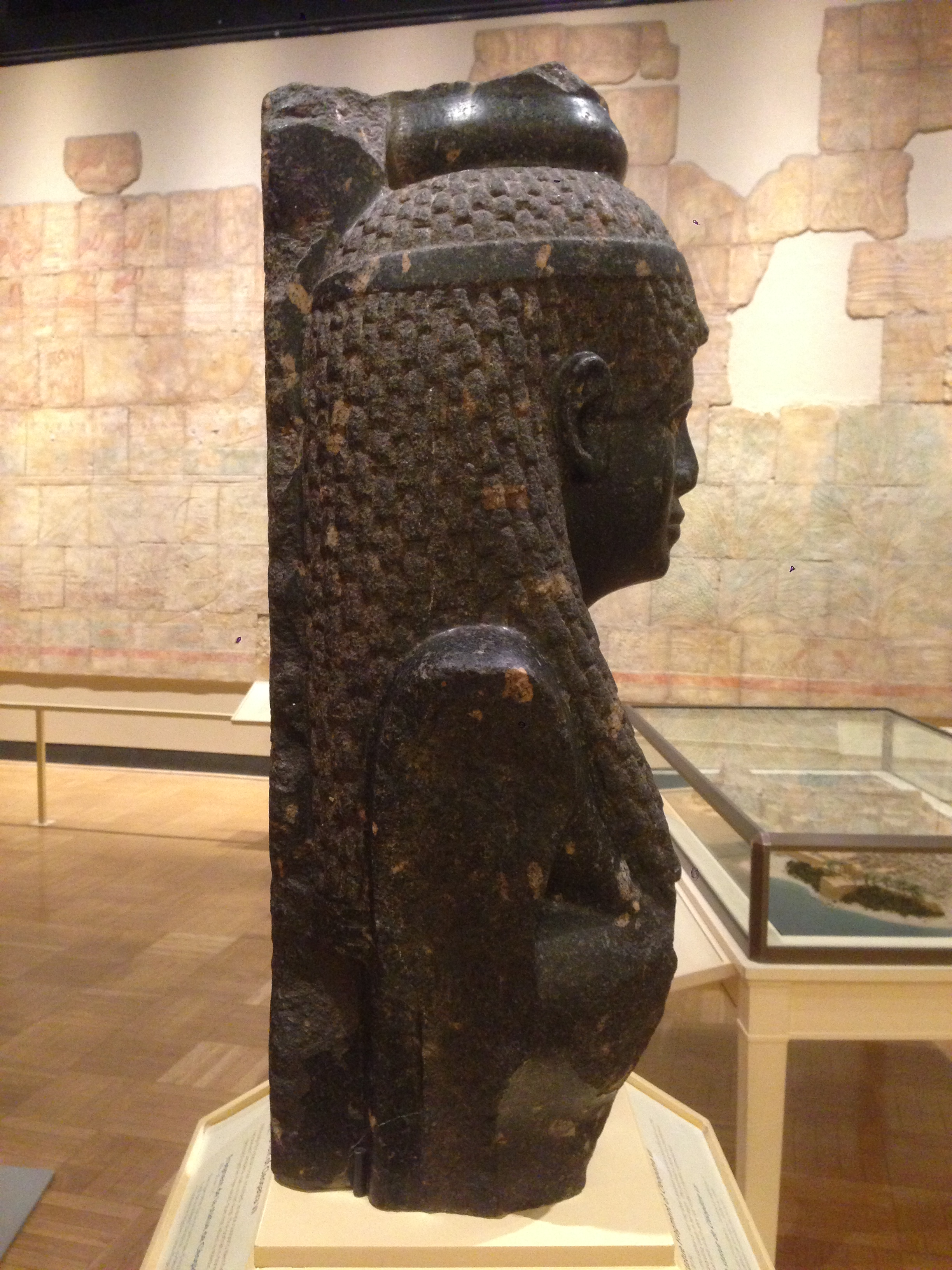
Perfil. Nótese el gran pilar que sobresale de la parte posterior de la estatua y la base de la corona en la parte superior de la cabeza

La Dra. Sally-Ann Ashton del Museo Fitzwilliam se centró en "el inusual y amplio pilar posterior con la corona y los rasgos del retrato redondeado, los cuales en un examen más detenido, reproducen aunque no con exactitud, aquellos del temprano período ptolemaico" en la datación de la estatua.
- Rasgos faciales: Mientras examinaba la cara de la estatua, Ashton notó que "en el perfil, el rostro aparece chato y casi angular, una característica típica de las copias de las esculturas ptolemaicas hechas en la época romana." Agrega, "el moldeado pronunciado alrededor de los ojos es típico de las esculturas del período romano y puede encontrarse en numerosas esfinges y retratos de los emperadores en tanto que faraones."

La imitación romana de las tradiciones escultóricas ptolemaicas se debieron en parte a una política introducida por Cleopatra VII misma. Como Ashton señala "en las investigaciones llevadas a cabo para la exhibición Cleopatra de Egipto del Museo Británico, los académicos descubrieron que Cleopatra VII tuvo la política de asociar su figura con la de Arsinoe II." Esta política "incluía la de copiar las esculturas de los días de Arsinoe (temprano período ptolemaico), la cual continuó siendo una diosa popular aún en el período romano."
En referencia a los intentos pasados de identificación basados en los rasgos faciales, Ashton remarcó, "no es sorprendente entonces que algunas características del temprano estilo hayan encontrado su camino en el repertorio romano-egipcio de la época de Cleopatra, lo cual explica por qué los investigadores han luchado para ubicar la pieza del ROM."
- Pilar posterior y corona: Ashton estableció una conexión entre la estatua en el ROM y una pieza casi idéntica del Museo Petrie de Arqueología egipcia, del University College en Londres, "la cual comparte el inusual pilar y la corona, está también vinculada con el siglo I a.C. y con la misma Cleopatra."

El pilar posterior usualmente "extendido más allá de la cabeza de la estatua sólo en las estatuas colosales para sostener el tocado." Las esculturas del ROM y del Petrie eran "más pequeñas que un modelo viviente" todavía ambas comparten el definitorio y característico pilar posterior. Mientras que la pieza del ROM no tiene inscripciones que la identifiquen, la escultura en el Museo Petrie tiene una en la que se lee "hermana del rey y esposa del rey." La inscripción en la escultura del Petrie identifica la pieza como de Cleopatra VII en algún momento entre los años 46-47 a. C.
La corona de la estatua (hoy rota) proveyó otro vínculo para identificar la estatua. "En forma, las esculturas del ROM y del Petrie son la misma; ambas tienen la corona esculpida del mismo bloque de piedra que la estatua." Las diferencias en las dos coronas pueden ser encontradas en el tocado de la estatua. La del ROM tiene un uraeus (cobra) esculpido en el tocado, mientras que la pieza del Petrie tiene tres. Una cobra era usualmente indicación de estar "asociada con Arsinoe II" una reina de la que, ahora sabemos por su política, Cleopatra era sinónimo. Tres cobras era la distinción usual que Cleopatra usaría para el diseño. Con esto en mente, Ashton hipotetizó que "la estatua del ROM podría entonces ser un vínculo perdido, una muy temprana representación de la reina, en un momento antes de que ella adoptara las tres cobras, quizás durante la primera parte de su reinado junto a Ptolomeo XIII. Esto dataría la estatua entre los años 51 - 47 a. C.
Actualmente, la etiqueta que describe el artefacto de la estatua de Cleopatra VII en el ROM dice lo siguiente:

Statue Fragment of Cleopatra VII
69 - 30 BC
Although this statue is not inscribed, analysis supports identification as the renowned Cleopatra, early in her reign. The portrait is done in a traditional, idealized Egyptian style which does not reflect a realistic appearance.
Fragmento de una estatua de Cleopatra VII
69 - 30 a.C.
Aunque esta estatua no tiene inscripción, el análisis sostiene su identificación con la renombrada Cleopatra, en la primera parte de su reinado. El retrato está hecho en el estilo egipcio idealizado tradicional, que no refleja una apariencia realista.

## Análisis cultural

### Antiguo Egipto
Roberta Shaw, Curadora Asistente de Culturas del Mundo del ROM sugiere, "la estatua estuvo probablemente ubicada fuera de algún importante edificio municipal. Tal vez un templo, quizás la famosa Biblioteca de Alejandría." La significación de los objetos dentro de la cultura del antiguo Egipto se diversifica a partir de su rol como estatua municipal. La naturaleza de su pequeño tamaño demuestra que la estatua podría haber sido vista a diario por los tardíos egipcios de la era ptolemaica, si hubiera sido exhibida en un lugar donde el público pudiera identificarla fácilmente como Cleopatra VII.

### Modernidad
La significación moderna de la estatua puede ser encontrada en su rareza y propiedades académicas. En relación con su rareza, Shaw establece que "la estatua de Cleopatra VII del ROM forma parte de un par," y se cree que "la estatua hermana permanece en Alejandría." Este par es único, ninguna otra estatua de esta emblemática reina de la antigüedad del período 69 - 30 a. C. ha sido descubierta. Por este motivo, la estatua del ROM nos da a todos la oportunidad de estudiar el estilo escultórico egipcio del período ptolemaico-romano, estableciendo una línea de tiempo con otras técnicas escultóricas del momento, y como la Dra. Ashon lo manifiesta "probablemente nos muestra las tempranas representaciones de Cleopatra en dos roles: reina y diosa de Egipto."